# Естественное освещение

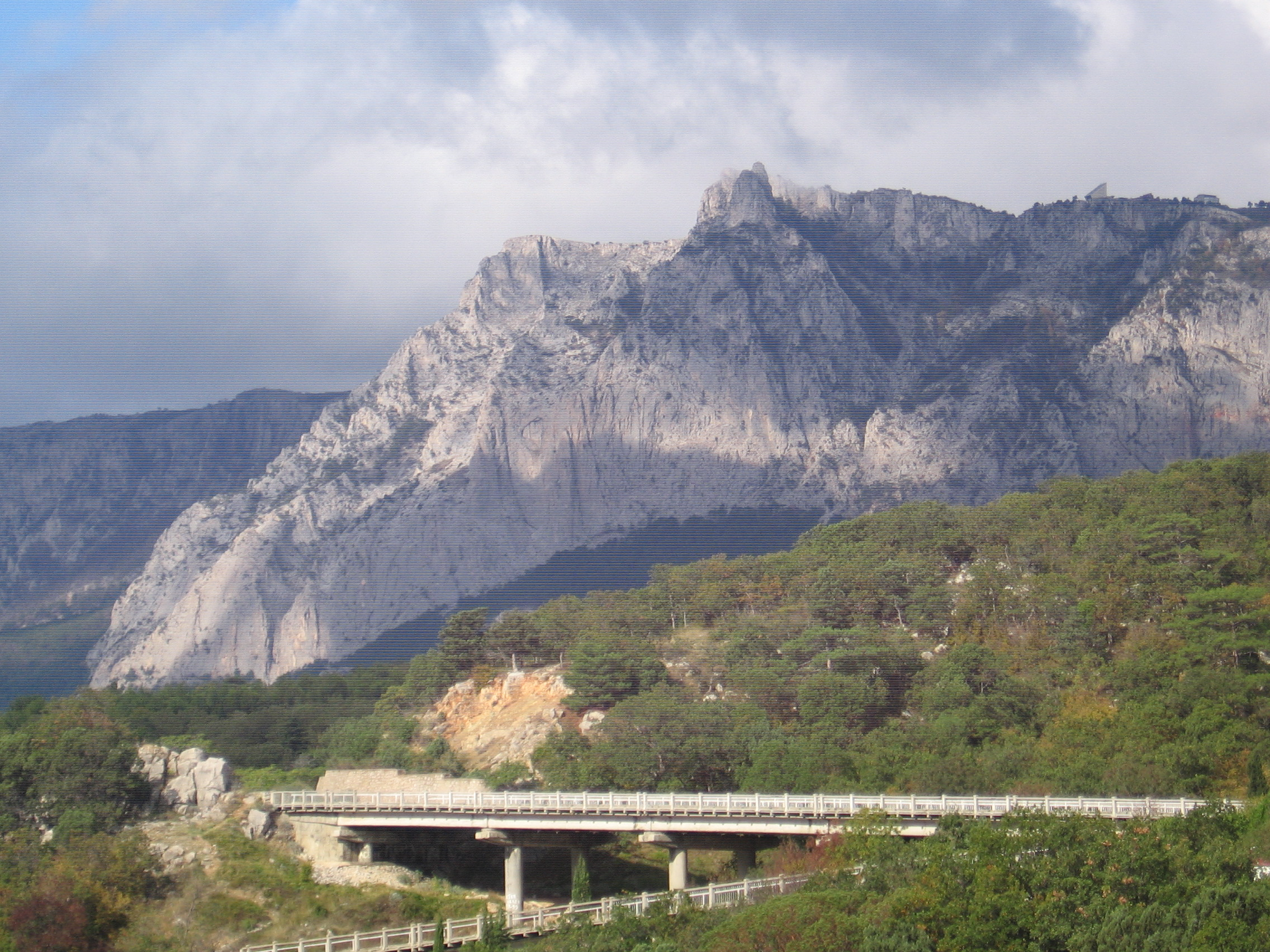
Гора Ай-Петри в естественном дневном освещении.

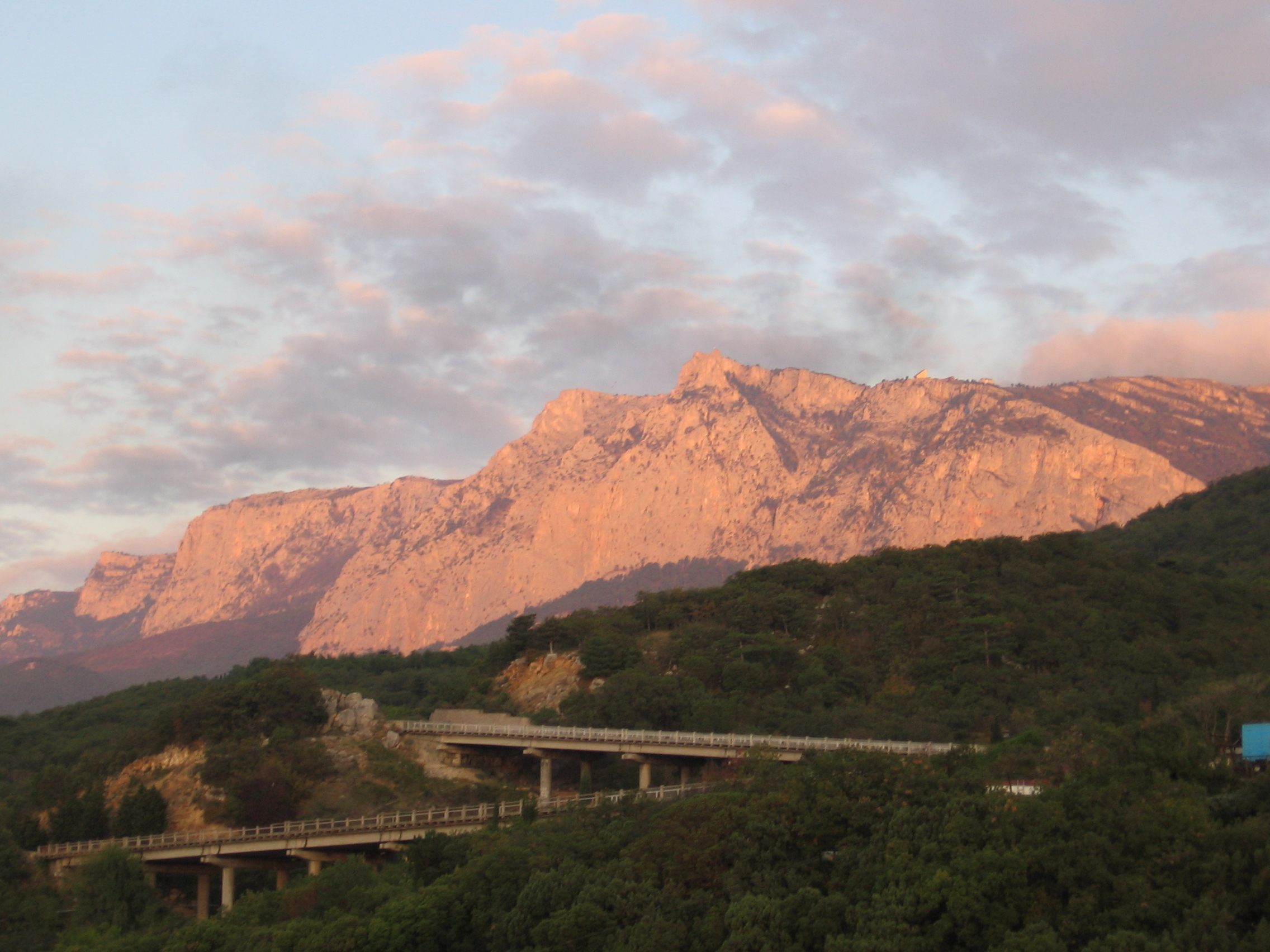
Гора Ай-Петри в естественном вечернем освещении.

Естественное освещение — освещение за счёт прямого излучения Солнца и рассеянным светом небосвода. Воздействие солнечного света (излучения) на Землю имеет ключевое значение для процессов фотосинтеза и обеспечения жизни. Также данный тип освещения наиболее благоприятен для глаз человека. Термин также широко применяется в живописи, архитектуре, скульптуре для специфического обозначения света, создающего предусмотренные художником оптические эффекты.

## В помещениях
Естественное освещение может использоваться при освещении производственных и жилых помещений. Освещение прямыми солнечными лучами непостоянно, поэтому не учитывается при расчёте естественного освещения помещений и нормируется отдельно. Рассеянное естественное освещение также изменяется в зависимости от природных условий: географической широты, времени года и суток, степени облачности и прозрачности атмосферы. Поэтому для помещений оно нормируется не в абсолютных единицах, а с помощью коэффициента естественной освещённости, выражающего отношение освещённости в определённой части помещения к освещённости в то же самое время горизонтальной поверхности под открытым небом (без учёта прямых солнечных лучей). Естественное освещение помещений разделяют на боковое и верхнее, а их сочетание называют комбинированным.
Один из вариантов естественного освещения помещений — их Освещение призматическими иллюминаторами.